# Kanton Pointe-à-Pitre-1
Der Kanton Pointe-à-Pitre-1 war ein französischer Wahlkreis im Übersee-Département Guadeloupe im Arrondissement Pointe-à-Pitre. Er umfasste einen Teil der Gemeinde Pointe-à-Pitre.